# Akiyo Noguchi
Pour les articles homonymes, voir Noguchi.
Akiyo Noguchi (野口 啓代, Noguchi Akiyo) est une grimpeuse japonaise née le 30 mai 1989 dans la préfecture d'Ibaraki. 

## Biographie

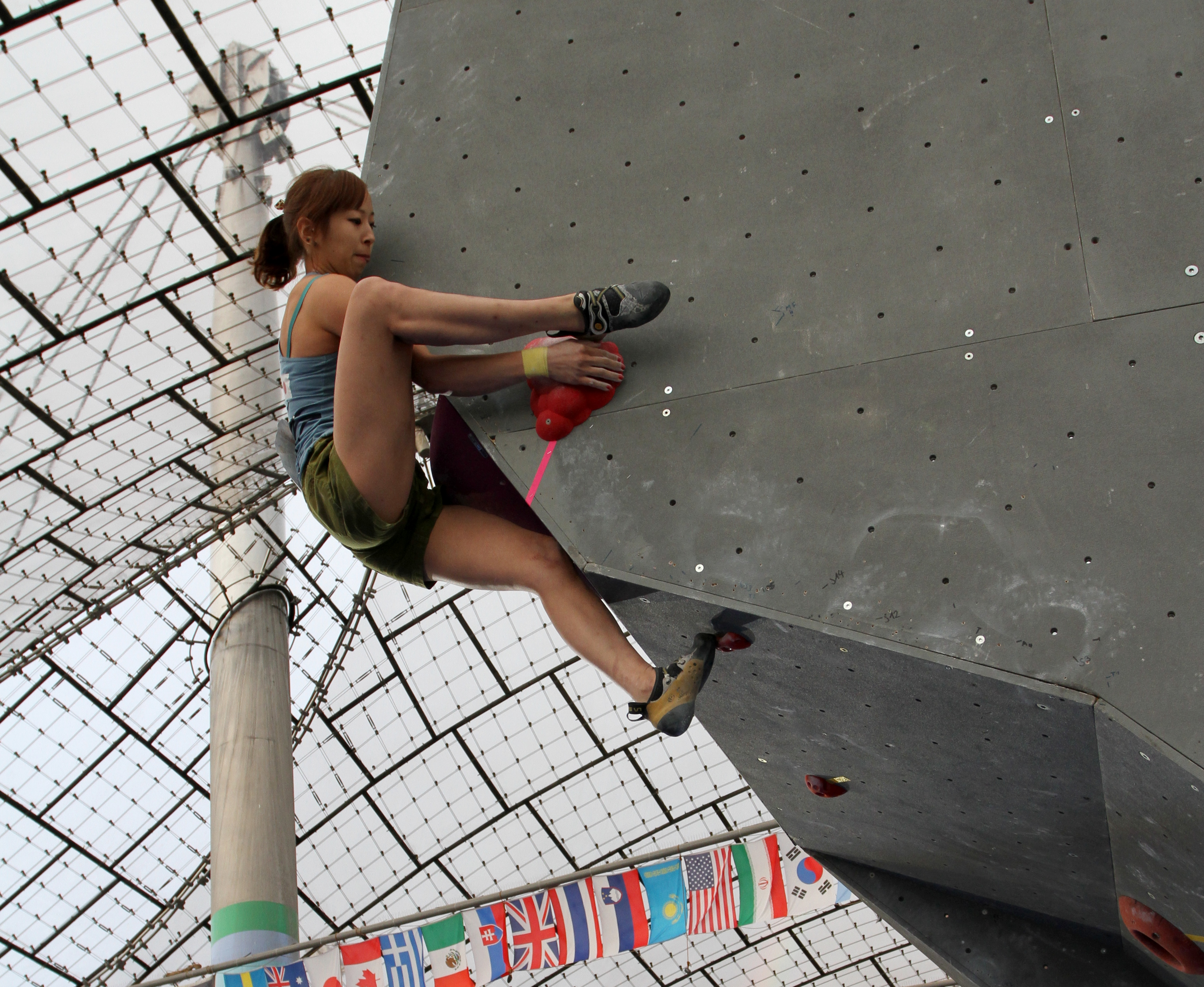
Akiyo Noguchi, 2012 en Coupe du monde, Munich

Elle remporte la médaille d'or lors de la sixième étape de la Coupe du monde d'escalade de bloc à Eindhoven. Le 3 juillet 2011, lors de la 8e étape de la Coupe du Monde de bloc 2011 à Sheffield, elle finit 1re de la finale, juste devant la Française Mélissa Le Nevé et l'américaine Alex Puccio.
En décembre 2013, elle enchaine son premier 8c/8c+ avec Mind control à la falaise d’Oliana, en Catalogne,.
Elle prend sa retraite sportive après les Jeux olympiques de Tokyo où elle a fini troisième.

## Palmarès

### Jeux olympiques
- Tokyo 2021
  -  Médaille de bronze en combiné

### Championnats du monde
- 2007 à Avilés,  Espagne
  -  Médaille d'argent en bloc
- 2005 à Munich,  Allemagne
  -  Médaille de bronze en difficulté

### Coupe du monde
- 1re place au classement général de bloc en 2009, 2010, 2014 et 2015.
- au classement général de combiné en 2008, 2009 et 2014.
- 2e place au classement général de bloc en 2008, 2011, 2012, 2013, 2018 et 2019.
- 2e place au classement général de combiné en 2010, 2013, 2015, 2016 et 2019.
- 3e place au classement général de bloc en 2017.
- 3e place au classement général de combiné en 2011, 2012 et 2018.

### Championnats d'Asie
- 2018 à Kurayoshi,  Japon
  -  Médaille d'or en combiné
  -  Médaille d'argent en difficulté
- 2017 à Téhéran,  Iran
  -  Médaille d'argent en difficulté
- 2016 à Duyun,  Chine
  -  Médaille d'or en difficulté
- 2015 à Kerman,  Iran
  -  Médaille d'argent en bloc
- 2010 à Changzhi,  Chine
  -  Médaille d'or en bloc
  -  Médaille d'argent en difficulté
- 2009 à Chuncheon,  Corée du Sud
  -  Médaille d'or en bloc
  -  Médaille d'argent en difficulté
- 2007 à Canton,  Chine
  -  Médaille d'argent en bloc
- 2006 à Kaohsiung,  Taïwan
  -  Médaille d'or en bloc
  -  Médaille d'argent en difficulté